# Vescomtat de Güell
El Vescomtat de Güell és un títol nobiliari espanyol creat el 22 de juliol de 1911 pel rei Alfons XIII a favor de Claudi Güell i López, fill d'Eusebi Güell i Bacigalupi, I comte de Güell i de la seva esposa Luisa Isabel López i Bru, filla del I marquès de Comillas.

## Vescomtes de Güell
|                         | Titular                  | Període                 |
| Creació per Alfons XIII | Creació per Alfons XIII  | Creació per Alfons XIII |
| ----------------------- | ------------------------ | ----------------------- |
| I                       | Claudi Güell i López     | 1911-1921               |
| II                      | Eusebi Güell i López     | 1921-1955               |
| III                     | Eusebi Güell i Jover     | 1957-1991               |
| IV                      | Eusebi Güell i Sentmenat | 1991-2018               |
| V                       | Eusebi Güell i Malet     | 2018-actual             |

## Història dels vescomtes de Güell
- Claudio Güell i López (1871-.), I vescomte de Güell. Li va succeir el seu germà:
- Eusebio Güell i López (.-1955), II vescomte de Güell.

1. Va casar amb Consol Jover i Vidal, II marquesa de Gelida, filla de la II marquesa de Moragas. Li va succeir el seu fill:

- Eusebi Güell i Jover, III vescomte de Güell, III marquès de Gelida.

1. Va casar amb Lluïsa de Sentmenat i Güell. Li va succeir el seu fill:

- Eusebi Güell i Sentmenat, IV vescomte de Güell, IV marquès de Gelida.

1. Va casar amb María del Carmen Malet i de Travy. Li va succeir el ser fill:

- Eusebi Güell i Malet, V vescomte de Güell.